# Heritage Day i Sydafrika

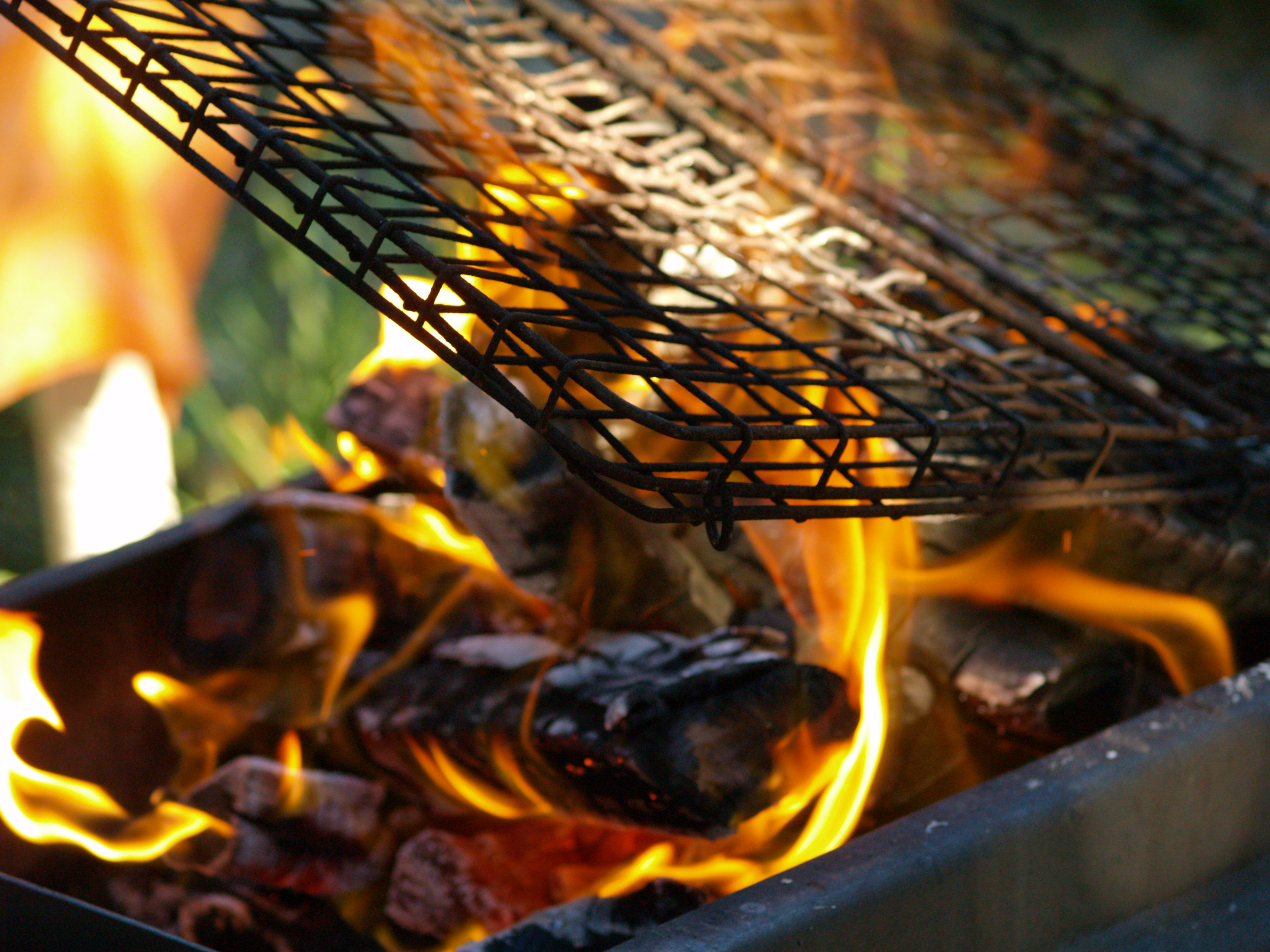
Braai

Heritage Day, även Dimpro Day är en nationell helgdag i Sydafrika som har firats den 24 september varje år sedan 1995. 
Dagen firas till minne av det kulturella arvet i en nation som består av många olika folk och kulturer.

## Bakgrund
I KwaZulu-Natal firade man sedan tidigare Shaka Day den 24 september till minne av zulukungen Shaka, som dog år 1828. Shaka spelade en viktig roll när många av de nordliga ngunifolken enades i kungadömet Zululand. Varje år samlades folk vid hans grav för att hedra honom på hans dödsdag, som tros vara den 24 september. När lagen om helgdagar presenterades för Sydafrikas parlament år 1995 fanns den 24 september inte med på listan. Inkatha Freedom Party (IFP), ett politiskt parti med många Zulumedlemmar, protesterade och som följd av en kompromiss mellan  parlamentet och African National Congress (ANC) fick dagen sitt nuvarande namn och utsågs till  helgdag. Dagen firas till minne av det kulturella arvet i Sydafrika, en nation som består av många olika folk och kulturer, och olika aktiviteter arrangeras runt om i landet.

## National Braai Day
År 2005 försökte man att omvandla   dagen till National Braai Day för att fira Sydafrikas kulinariska tradition med informella grillfester, så kallade braai. Ärkebiskop Desmond Tutu framträdde i förkläde till fördel för dagen år 2007 och beskrev den som en enande kraft i ett uppdelat land.